# Brzanka (Pogórze Ciężkowickie)
Brzanka (534 m) – wzniesienie na Pogórzu Ciężkowickim, na południe od Tuchowa. Wraz z Liwoczem (562 m) są najwyższymi szczytami Pasma Brzanki – ciągu wzniesień pomiędzy dolinami rzek Białej i Wisłoki.
Szczyt Brzanki pokryty jest lasem mieszanym o przewadze buka i jodły, z podszytem złożonym z jarzębiny i podrostów drzew oraz runem o znacznej ilości borówki (buczyna karpacka). Obszar ten objęty jest ochroną w ramach powstałego na mocy rozporządzenia Wojewody Małopolskiego z 23 maja 2005 roku Parku Krajobrazowego Pasma Brzanki.
W sierpniu 1944 roku w okolicach osiedla Ratówki (przysiółek Jodłówki Tuchowskiej) stacjonował I. batalion 16 Pułku Piechoty AK "Barbara", prowadzący działania dywersyjne w ramach Akcji Burza. Wydarzenia te upamiętnia kamienny obelisk w pobliżu żółtego pieszego szlaku turystycznego.

## Zagospodarowanie turystyczne

### Szlaki piesze
Ciężkowice – Rzepiennik Strzyżewski – Jodłówka Tuchowska – Brzanka – Tuchów;
 Siedliska – Nosalowa – Brzanka – Ostry Kamień – Gilowa Góra – Liwocz – Kołaczyce;

### Szlaki rowerowe
Tarnów – Wola Rzędzińska – Ładna – Skrzyszów – Szynwałd – Zalasowa – Ryglice – Brzanka;
 Ciężkowice – Rzepiennik Strzyżewski – Jodłówka Tuchowska – Brzanka;
 Burzyn – Brzanka
Poniżej szczytu Brzanki znajduje się schronisko górskie Bacówka na Brzance, zbudowane przez PTTK w 1981 roku, obecnie znajdujące się w rękach prywatnych. Na polanie obok schroniska, odznaczającej się panoramami Pogórza i Beskidu Niskiego, wybudowano wieżę widokową, z której w sprzyjających warunkach można zaobserwować Tatry.